# Sci alpino ai XVI Giochi olimpici invernali - Combinata femminile
Tra le competizioni dello sci alpino ai XVI Giochi olimpici invernali di Albertville 1992 la combinata femminile si disputò mercoledì 12 e giovedì 12 febbraio sulle piste Roc de Fer e du Corbey di Méribel; l'austriaca Petra Kronberger vinse la medaglia d'oro, la sua connazionale Anita Wachter quella d'argento e la francese Florence Masnada quella di bronzo.
Detentrice uscente del titolo era la Wachter, che aveva vinto la gara dei XV Giochi olimpici invernali di Calgary 1988 disputata sul tracciato di Nakiska precedendo le svizzere Brigitte Oertli (medaglia d'argento) e Maria Walliser (medaglia di bronzo); la campionessa mondiale in carica era la svizzera Chantal Bournissen, vincitrice a Saalbach-Hinterglemm 1991 davanti all'austriaca Ingrid Stöckl e alla svizzera Vreni Schneider.

## Risultati
| Pos. | Pett. | Atleta                | Nazione           | Tempo discesa libera | Pos. discesa libera | Tempo slalom speciale | Pos. slalom speciale | Punti  |     |
| ---- | ----- | --------------------- | ----------------- | -------------------- | ------------------- | --------------------- | -------------------- | ------ | --- |
| 1    | 3     | Petra Kronberger      | Austria           | 1:25,84              | 1                   | 1:09,60               | 3                    | 2,55   |     |
| 2    | 23    | Anita Wachter         | Austria           | 1:27,25              | 11                  | 1:09,51               | 2                    | 19,39  |     |
| 3    | 24    | Florence Masnada      | Francia           | 1:27,08              | 9                   | 1:10,01               | 5                    | 21,38  |     |
| 4    | 5     | Chantal Bournissen    | Svizzera          | 1:26,92              | 7                   | 1:10,69               | 6                    | 24,98  |     |
| 5    | 41    | Anne Berge            | Norvegia          | 1:28,67              | 21                  | 1:09,29               | 1                    | 35,28  |     |
| 6    | 16    | Michelle McKendry     | Canada            | 1:27,32              | 13                  | 1:11,79               | 7                    | 39,02  |     |
| 7    | 28    | Nataša Bokal          | Slovenia          | 1:29,02              | 24                  | 1:09,65               | 4                    | 42,60  |     |
| 8    | 20    | Lucia Medzihradská    | Cecoslovacchia    | 1:27,89              | 16                  | 1:11,95               | 9                    | 47,43  |     |
| 9    | 2     | Miriam Vogt           | Germania          | 1:27,35              | 14                  | 1:12,90               | 11                   | 48,52  |     |
| 10   | 6     | Régine Cavagnoud      | Francia           | 1:28,16              | 18                  | 1:11,99               | 10                   | 51,13  |     |
| 11   | 12    | Krista Schmidinger    | Stati Uniti       | 1:26,36              | 2                   | 1:14,77               | 14                   | 51,56  |     |
| 12   | 1     | Svetlana Gladyševa    | Squadra Unificata | 1:26,88              | 5                   | 1:15,16               | 15                   | 61,25  |     |
| 13   | 18    | Emi Kawabata          | Giappone          | 1:27,13              | 10                  | 1:15,37               | 16                   | 66,10  |     |
| 14   | 8     | Heidi Zeller-Bähler   | Svizzera          | 1:26,90              | 6                   | 1:16,08               | 17                   | 69,07  |     |
| 15   | 22    | Ľudmila Milanová      | Cecoslovacchia    | 1:28,68              | 22                  | 1:14,26               | 12                   | 76,28  |     |
| 16   | 25    | Morena Gallizio       | Italia            | 1:29,84              | 25                  | 1:14,56               | 13                   | 93,21  |     |
| 17   | 34    | Emma Carrick-Anderson | Gran Bretagna     | 1:32,79              | 33                  | 1:11,84               | 8                    | 107,61 |     |
| 18   | 19    | Tat'jana Lebedeva     | Squadra Unificata | 1:27,79              | 15                  | 1:19,87               | 20                   | 111,34 |     |
| 19   | 21    | Svetlana Novikova     | Squadra Unificata | 1:30,03              | 26                  | 1:17,83               | 18                   | 122,48 |     |
| 20   | 29    | Birgit Heeb           | Liechtenstein     | 1:28,90              | 23                  | 1:24,62               | 21                   | 164,25 |     |
| 21   | 38    | Carolina Eiras        | Argentina         | 1:34,00              | 34                  | 1:19,41               | 19                   | 184,96 |     |
| 22   | 17    | Astrid Lødemel        | Norvegia          | 1:26,95              | 8                   | 1:33,25               | 22                   | 210,94 |     |
|      | 11    | Katja Seizinger       | Germania          | 1:26,42              | 3                   | DNF                   | DNF                  | DNF    | DNF |
|      | 27    | Ulrike Maier          | Austria           | 1:28,51              | 20                  | DNF                   | DNF                  | DNF    | DNF |
|      | 30    | Béatrice Filliol      | Francia           | 1:30,03              | 26                  | DNF                   | DNF                  | DNF    | DNF |
|      | 26    | Sachiko Yamamoto      | Giappone          | 1:30,70              | 28                  | DNF                   | DNF                  | DNF    | DNF |
|      | 35    | Zali Steggall         | Australia         | 1:31,30              | 29                  | DNF                   | DNF                  | DNF    | DNF |
|      | 39    | Astrid Steverlynck    | Argentina         | 1:31,71              | 30                  | DNF                   | DNF                  | DNF    | DNF |
|      | 31    | Mihaela Fera          | Romania           | 1:31,74              | 31                  | DNF                   | DNF                  | DNF    | DNF |
|      | 33    | Claire de Pourtales   | Gran Bretagna     | 1:32,52              | 32                  | DNF                   | DNF                  | DNF    | DNF |
|      | 36    | Valerie Scott         | Gran Bretagna     | 1:34,57              | 35                  | DNF                   | DNF                  | DNF    | DNF |
|      | 37    | Marina Vidović        | Jugoslavia        | 1:35,82              | 36                  | DNF                   | DNF                  | DNF    | DNF |
|      | 10    | Kerrin Lee-Gartner    | Canada            | 1:26,49              | 4                   | DSQ                   | DSQ                  | DSQ    | DSQ |
|      | 7     | Michaela Gerg         | Germania          | 1:27,26              | 12                  | DSQ                   | DSQ                  | DSQ    | DSQ |
|      | 13    | Regina Häusl          | Germania          | 1:27,95              | 17                  | DSQ                   | DSQ                  | DSQ    | DSQ |
|      | 40    | Merete Fjeldavlie     | Norvegia          | 1:28,26              | 19                  | DSQ                   | DSQ                  | DSQ    | DSQ |
|      | 9     | Kristin Krone         | Stati Uniti       | DNF                  | DNF                 | DNF                   | DNF                  | DNF    | DNF |
|      | 14    | Varvara Zelenskaja    | Squadra Unificata | DNF                  | DNF                 | DNF                   | DNF                  | DNF    | DNF |
|      | 42    | Arijana Boras         | Jugoslavia        | DNF                  | DNF                 | DNF                   | DNF                  | DNF    | DNF |
|      | 15    | Heidi Zurbriggen      | Svizzera          | DSQ                  | DSQ                 | DSQ                   | DSQ                  | DSQ    | DSQ |
|      |       | Sabine Ginther        | Austria           | DNS                  | DNS                 | DNS                   | DNS                  | DNS    | DNS |
|      |       | Debbie Pratt          | Gran Bretagna     | DNS                  | DNS                 | DNS                   | DNS                  | DNS    | DNS |

Legenda:

DNF = prova non completata

DSQ = squalificata

DNS = non partita

Pos. = posizione

Pett. = pettorale
Discesa libera

Data: 12 febbraio

Ore: 12.15 (UTC+1)

Pista: Roc de Fer

Partenza: 2 080 m s.l.m.

Arrivo: 1 432 m s.l.m.

Lunghezza: 2 200 m

Dislivello: 648 m

Porte: 30

Tracciatore: Bernhard Russi (FIS)
Slalom speciale

Data: 13 febbraio

Pista: Piste du Corbey

Partenza: 1 572 m s.l.m.

Arrivo: 1 432 m s.l.m.

Dislivello: 140 m

1ª manche:

Ore: 10.00 (UTC+1)

Porte: 43

Tracciatore: Fritz Vallant (Stati Uniti)

2ª manche:

Ore: 14.00 (UTC+1)

Porte: 43

Tracciatore: Giles Brenier (Francia)